# Кэмпбелл, Томас Митчелл
Томас Митчелл Кэмпбелл (англ. Thomas Mitchell Campbell; 22 апреля 1856, Раск, Техас — 1 апреля 1923, Галвестон, Техас) — американский политик, 24-й губернатор штата Техас, член демократической партии.

## Биография
Томас Кэмпбелл родился в Раске, штат Техас, в семье Томаса Данкана и Рэйчел (урожденной Мур) Кэмпбелл. В 1873 году он поступил в университет Тринити, где изучал право. Через год, из-за отсутствия денег, Кэмпбелл был вынужден бросить учёбу. Он работал клерком в канцелярии округа Грегг, а по ночам продолжал учиться. В 1878 году он был принят в коллегию адвокатов Техаса. В том же году он женился на Фанни Ирэн Брюнер из Шривпорта, штат Луизиана, у них родилось пятеро детей.
Кэмпбелл занимался юридической практикой в Лонгвью, пока в 1889 году не столкнулся с испытывавшей проблемы «Великой северной железной дорогой». В 1891 году суд назначил Кэмпбелла временным управляющим дорогой и он с семьёй переехал в Палестин, Техас. В следующем году дорога была спасена от банкротства, и он остался в Палестине в должности её генерального управляющего.
Кэмпбелл не доверял монополистическому крупному бизнесу и симпатизировал профсоюзам. Он разделял многие реформистские политические взгляды бывшего губернатора Техаса Джеймса Хогга. В 1897 году Кэмпбелл отошёл от дел на железной дороге и стал активным членом Демократической партии. По настоянию Хогга он выдвинул свою кандидатуру на пост губернатора Техаса.
Кэмпбелл был избран губернатором в 1906 году. Во время пребывания на этой должности он начал ряд реформ, в том числе регламентирование железных дорог, введение справедливого налогообложения и ограничение лоббистской деятельности. В 1907 году он назначил легендарного капитана техасских рейнджеров Билла Макдональда главой налоговой службы штата. За два года Макдональд увеличил доход штата на миллиард долларов. Была проведена тюремная реформа, в результате которой с заключёнными стали обращаться более гуманно. Во время губернаторства Кэмпбелла появились многие государственные учреждения, в том числе Департамент страхования и банковского дела, Бюро трудовой статистики, Совет штата по здравоохранению и библиотека штата Техас.
После отставки Кэмпбелл вернулся к частной юридической практике в Палестине, но продолжал принимать активное участие в политике. В 1916 году он неудачно баллотировался в Сенат США. Кэмпбелл умер в 1923 году в Галвестоне и был похоронен в Палестине.